# Maurício (football, 1978)
Maurício Rodrigues Alves Domingues, plus communément appelé Maurício est un footballeur brésilien né le 3 juillet 1978.